# Баюшевы
Баюшевы — княжеский род татарского происхождения.
Потомство алатырского мурзы Баюша Разгильдеева, в 1613 г. за службу жалованного в княжеское достоинство. У Баюша было два сына — Богдан и Чепкун.
Во второй половине XVII века встречаются уже внуки Баюша Нестор и Смольян Богдановы, а также Ибран (Обран) и Кипкай Чепкуновы, владевшие поместьями в Алатырском, Курмышском и Галицком уездах. Они крестились и получили христианские имена. Например, Ибрана при крещении назвали Петром, а Кипкая — Данилой. За их потомками остались фамилии Чепкуновы и Богдановы. Однако старшая линия этого рода сохранила фамилию Баюшевых.
Определением Правительствующего Сената от 7 марта 1873 г., род князей Баюшевых признан имеющим право на княжеское достоинство, со внесением в шестую часть дворянской родословной книги по Симбирской губернии. Копия с Высочайше утверждённого герба, 25 ноября 1875 года, выдана отставному штабс-капитану князю Василию Ивановичу Баюшеву.

## Описание герба
В золотом щите зелёное знамя на червленом древке в виде копья с полумесяцем на конце в перевязь слева. В вольной правой лазоревой части щита серебряный полумесяц вниз, на нём золотой, с широкими концами крест.
Над щитом два коронованных княжеских шлема. Нашлемники: правый — три зеленых страусовых пера, на них наложена рука в золотых латах, держащая золотой изогнутый меч; левый — три лазоревых страусовых пера, на них наложен полумесяц вниз, на нём золотой крест с широкими концами. Намет: справа зелёный с золотом, слева — лазоревый с серебром. Щитодержатели: два серебряных коня с червлеными глазами, языками и копытами. Щит украшен червленой, подбитой горностаем, мантией с золотыми шнурами кистями, бахромой и увенчан княжеской короной.